# Chólibaskrikuv
Chólibaskrikuv (Megascops choliba) är en fågel i familjen ugglor inom ordningen ugglefåglar. Den förekommer från Costa Rica söderut till norra Argentina. Arten minskar i antal men beståndet anses vara livskraftigt.

## Utseende och läte
Chólibaskrikuven är en liten fint tecknad gråbrun eller roströd uggla. På undersidan syns tunna längsgående streck och runt ansiktet en svart ram. Ögonen är gula. Arten liknar flera andra skrikuvar, men särskiljs framför allt på lätet, en kort och snabb drill som avsluttas med ett poppande ljud.

## Utbredning och systematik
Chólibaskrikuven har ett stort utbredningsområde från Costa Rica i Centralamerika söderut genom Sydamerika till Bolivia och norra Argentina. Den delas in i nio underarter med följande område:
- Megascops choliba luctisonus – förekommer i Costa Rica, nordvästra Colombia och på Pärlöarna (Panama)
- Megascops choliba margaritae – Isla Margarita (nordvästra Venezuela)
- Megascops choliba duidae – på berget Duida (södra Venezuela)
- Megascops choliba cruciger – från östra Colombia till Venezuela, Guyanaregionen, östra Peru och nordöstra Brasilien
- Megascops choliba surutus – Bolivia
- Megascops choliba decussatus – södra, centrala och östra Brasilien
- Megascops choliba choliba – från södra Brasilien (södra Mato Grosso och São Paulo) till östra Paraguay
- Megascops choliba wetmorei – västra Paraguay och norra Argentina
- Megascops choliba uruguaiensis – sydöstra Brasilien, Uruguay och nordöstra Argentina

## Levnadssätt
Chólibaskrikuven hittas i olika typer av beskogade områden. Ibland kan den ses mer i det öppna i öppna och buskiga fält eller i trädgårdar med bara enstaka spridda träd. Den är oftast den vanligaste skrikuven i sitt utbredningsområde.

## Status och hot
Arten har ett stort utbredningsområde, men tros minska i antal, dock inte tillräckligt kraftigt för att den ska betraktas som hotad. Internationella naturvårdsunionen IUCN listar arten som livskraftig (LC). Beståndet uppskattas till i storleksordningen en halv miljon till fem miljoner vuxna individer.

## Namn
Fågelns svenska och vetenskapliga artnamn choliba kommer av aragonesiska namnet "Chóliba" för dvärguven. Félix de Azara överförde det senare till denna art.

## Bilder

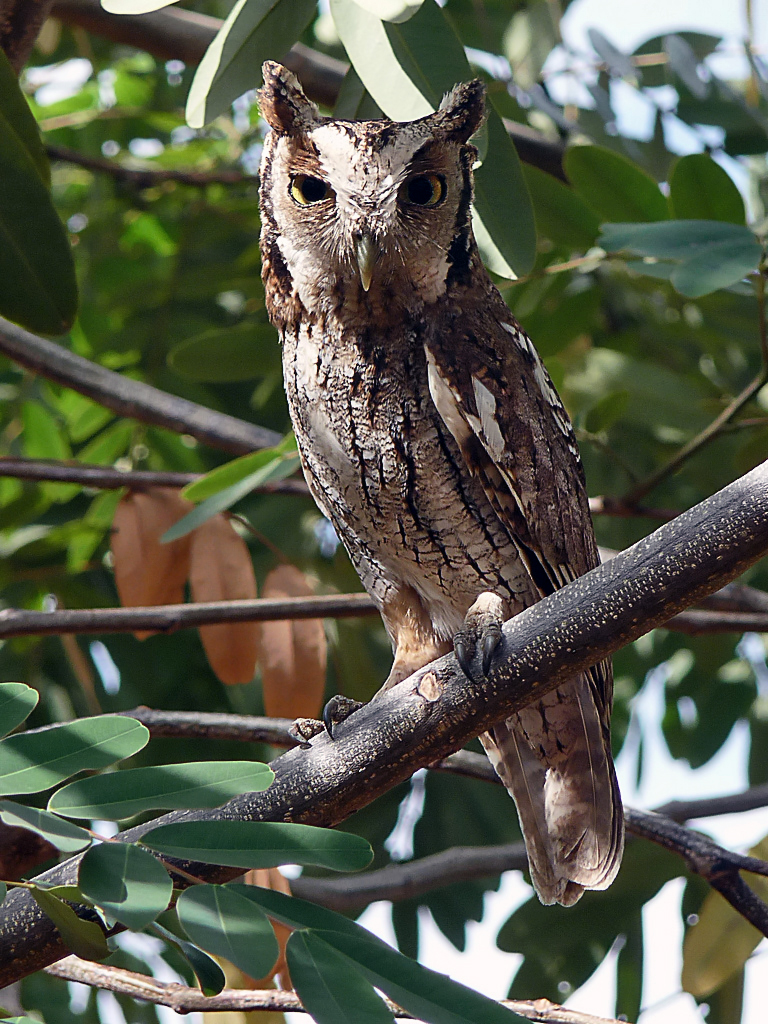
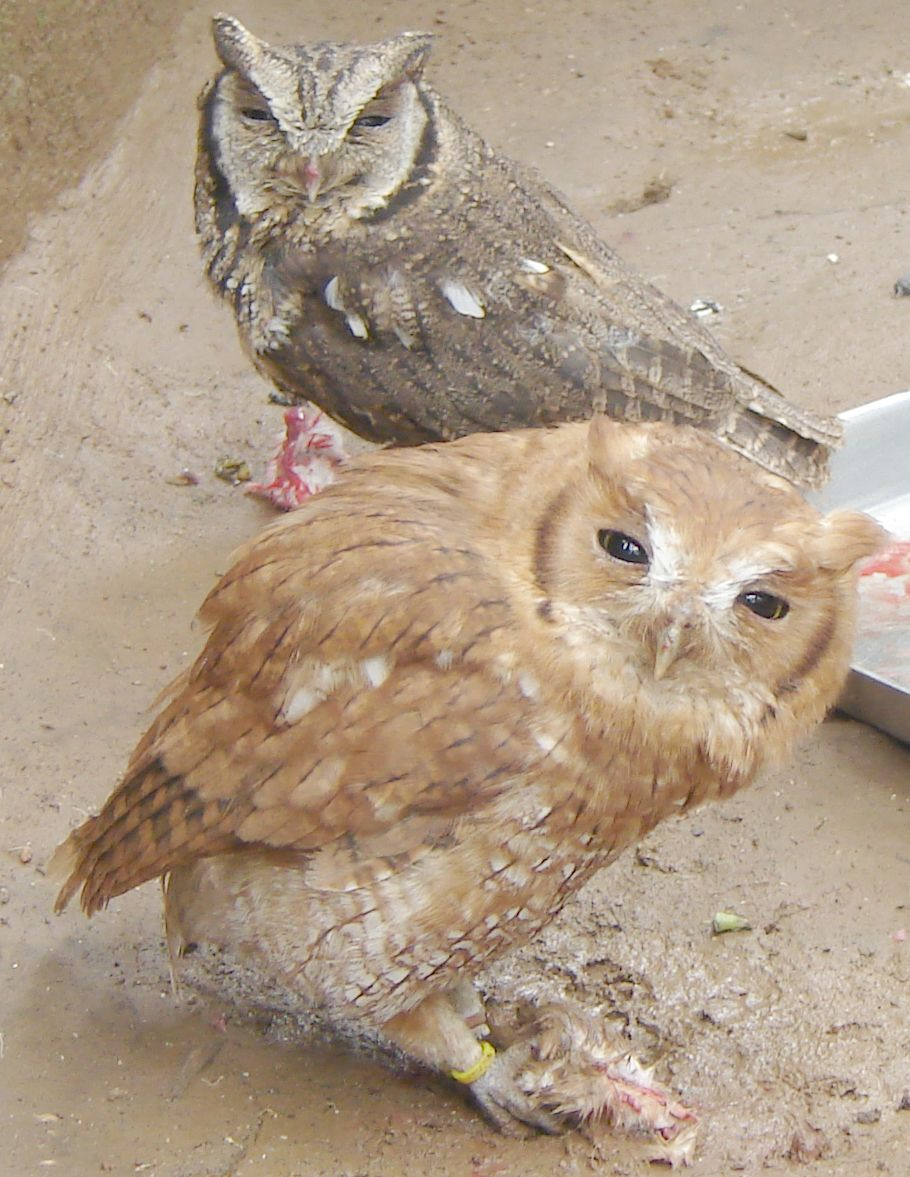
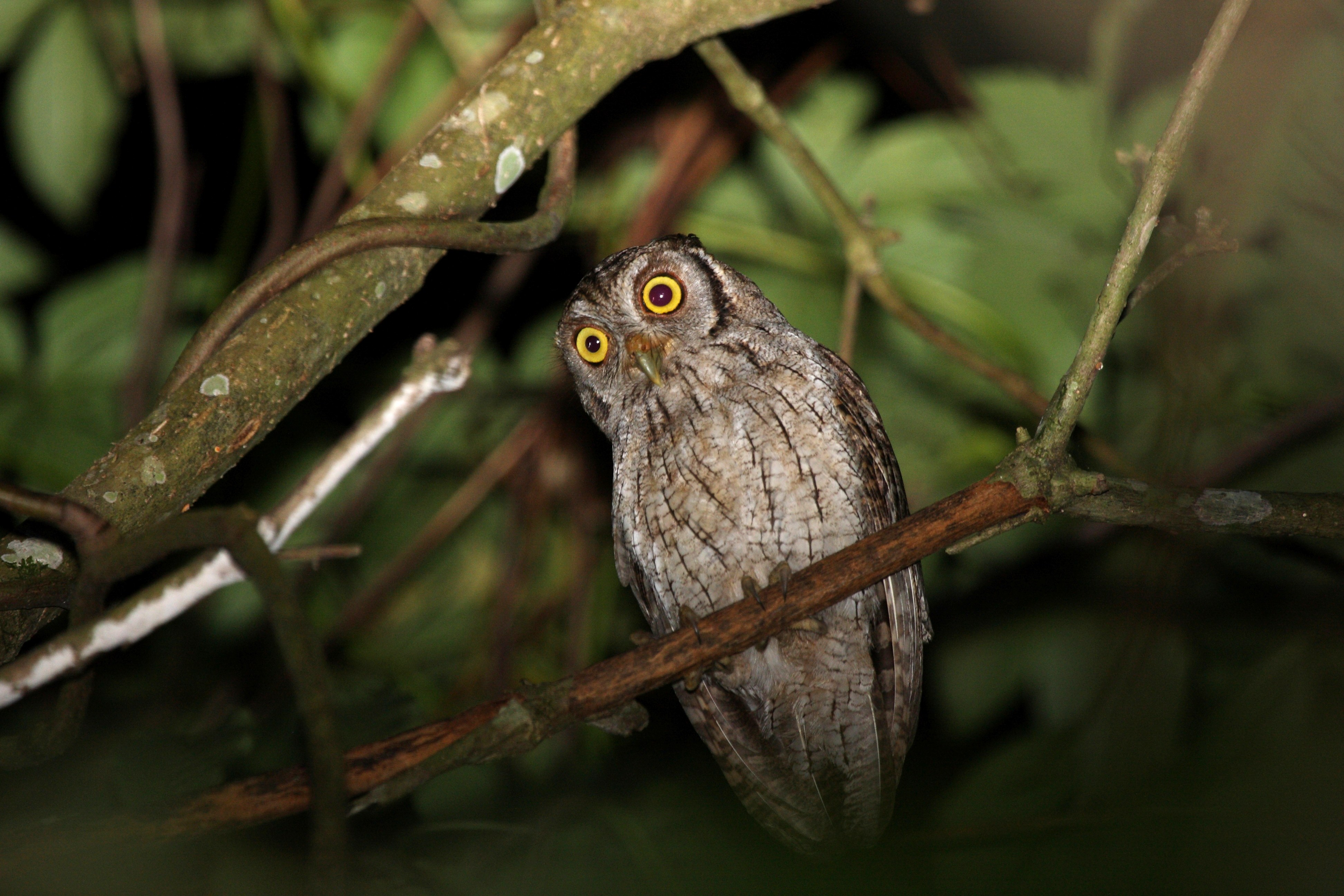